# エックスディファイアント
『エックスディファイアント』（XDefiant、Tom Clancy's XDefiant）は、ユービーアイソフトより配信された基本プレイ無料のオンラインゲーム。2024年5月21日サービス開始。対応機種はMicrosoft Windows・PlayStation 5・Xbox Series X/S。
内容はユービーアイソフト作品の様々な勢力が戦うファーストパーソン・シューティングゲームとなっている。開発はユービーアイソフトサンフランシスコが担当。
2025年6月3日をもってサービスを終了予定。これに伴い、サンフランシスコと大阪の制作スタジオの閉鎖も発表された。

## 概要
Infinity Wardの元エグゼクティブ・プロデューサーが開発を率いており、『コール オブ デューティシリーズ』をインスパイアした内容となっている。各勢力はウルトラ、アビリティ、パッシブ特性の3つの能力を持っており、勢力からキャラクターを選択する。武器はアタッチメントを用いたカスタマイズが可能。アンランクにスキルマッチ（SBMM）機能を実装していないのが特徴である。

## 沿革
2021年
- 7月20日、『エックスディファイアント』が発表[11]。
- 8月5日、アメリカとカナダでPCのクロースドベータテストが実施[11]。

2022年
- 3月、『Tom Clancy's XDefiant』から『XDefiant』に名称が変更[12]。

2023年
- 4月13日 - 23日、クローズドベータテストが実施[13][14]。
- 6月21日 - 23日、オープンセッションが実施。2023年夏に正式リリース決定[15][16]。
- 9月29日、PCパブリックテストが実施[17]。
- 10月9日、正式リリースの延期が発表[18]。

2024年
- 3月30日、サーバーテストセッションが実施[19]。
- 4月20日 - 22日、サーバーテストが実施[20]。
- 5月2日、PlayStation 4、Xbox One版の発売中止が確定[21]。
- 5月3日、サービス開始日を5月21日に決定[22][23]。
- 5月21日、正式サービスイン。プレシーズンが開始[2]。
- 7月2日、シーズン1が配信[24]。
- 12月4日、サービスの終了を発表。XBX版・PC版の新規ダウンロードを停止[25]。

2025年
- 6月3日、サービスを終了予定。

## 登場人物
クリーナーズ
『ディビジョン』シリーズより参戦。ニューヨークの元「清掃作業員」で編成。
- デ・ロサ
- グリーン
- カーシー

ファントムズ
『ゴーストリコン ファントムズ』より参戦。元ゴーストリコンの集まり。
- シンガ
- ゴルゴン
- ライノ

リベルタード
『ファークライ6』より参戦。「ヤーラ」国の解放を目指すレジスタンス。
- イゼルダ
- セレステ
- ベト

エシュロン
『スプリンターセル』シリーズより参戦。NSAのエージェント達。
- マリー
- ラファ
- サミール

デッドセック
『ウォッチドッグス2』より参戦。ハッカーの集団。
- セバスチャン
- ジン
- ジア

GSK
『レインボーシックス シージ』より参戦。GSG-9がモデルのレインボー部隊。シーズン1で追加。
- カプタン
- クリーガー
- スターク

## ゲームモード
リニア
- エスコート - 攻守に分かれてペイロードの護衛と妨害を行う[6]。
- ゾーンコントロール

アリーナ
- ドミネーション - 3つのゾーンの制圧時間を競う[6]。
- オキュパイ - ランダムで出現する1つのゾーンの制圧時間を競う[6]。
- ホットショット
- キャプチャー・ザ・フラッグ - シーズン1で追加[24]。

プレイリスト
- ランクマッチ - プレシーズンで先行トライアルが実施。